# Eurypygiformes
Eurypygiformes (лат.) — отряд птиц из инфракласса новонёбных, образованный двумя семействами: семейством кагу (Rhynochetidae), эндемичным для Новой Каледонии, и семейством Eurypygidae, включающим один вид — солнечную цаплю (Eurypyga helias) из тропических регионов Америки. Отряд выделен в результате молекулярно-генетических исследований и описан в 2008 году. Его ближайшим родственником является отряд фаэтонообразных, морских птиц из тропической части Атлантического, Индийского и Тихого океанов.

## Систематика
Родственные связи Eurypygiformes не очень хорошо разрешены. Отряд включает два семейства из гондванской клады птиц. Основываясь на некоторых морфологических характеристиках, они первоначально были классифицированы как члены семейства Ardeidae, а затем как представители Gruiformes. Согласно исследованию Джарвиса с соавторами 2014 года «Полногеномный анализ позволяет выявить ранние ответвления на древе жизни современных птиц», отряд Eurypygiformes отдаленно связан с Phaethontiformes.  Если рассматривать кагу как форму из отряда журавлеобразных, то её обычно считают родственником вымерших представителей рода Aptornis из Новой Зеландии и солнечной цапли из Центральной и Южной Америки. Недавние исследования действительно показывают, что солнечная цапля — ближайший из ныне живущих родственников кагу. Например, Фэйн и Хоуд обнаружили, что это, безусловно, сестринские таксоны, а Фуро с соавторами указал на тесную филогенетическую связь между ними с помощью кариологии. Эти исследователи предполагают, что общий предок этих двух групп птиц был при распаде Гондваны разделен барьером между будущими Южной Америкой и Новой Каледонией. Они и мадагаскарские пастушки в данном исследовании сгруппировались не с традиционными Gruiformes, а с предполагаемой кладой Metaves, в которую также входят гоацин, голуби, козодоеобразные, фламинго, фаэтоны, стрижеобразные, рябковые и поганки. Внутренняя структура этой группы не была хорошо разрешена их данными, и она содержит многочисленные группы, не подтвержденные иным образом (такие как настоящие козодои и фламинго). Таким образом, неясна будущая целесообразность и монофилия Metaves. Несмотря на это, кагу, солнечная цапля и, возможно, род Aptornis, по-видимому, образуют отдельную гондванскую ветвь птиц — единый отряд, а может быть и таксон более высокого ранга, хотя отношения между ними, мадагаскарскими пастушками и «ядром Gruiformes» ещё не разрешены. Примечательно, однако, что у солнечных цапель и мадагаскарских пастушков есть порошковый пух или пудретки (pulvaplumalae), в то время как у «основных Gruiformes» его нет.

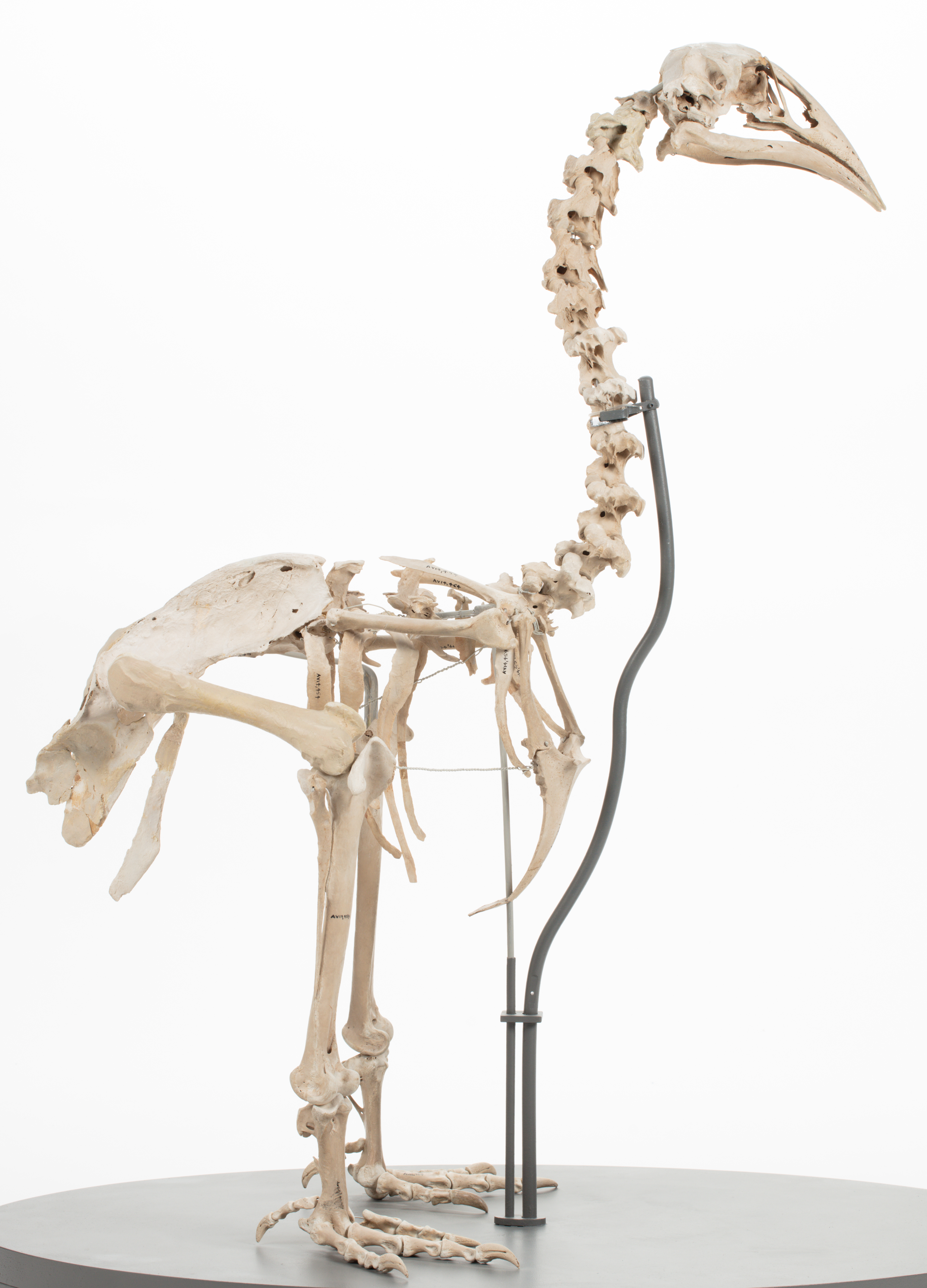
Aptornis defossor из коллекции Оклендского музея. Новозеландские вымершие Aptornis — третий кандидат на членство в отряде Eurypygiformes

Кагу — единственный ныне живущий вид в семействе Rhynochetidae. Более крупный вид, низинный кагу (Rhynochetos orarius), был описан по субфоссильным останкам из позднего голоцена. Размеры тела этого вида были на 15 % больше, чем у Rhynochetos jubatus, без перекрывания в измерениях, за исключением крыльев. Учитывая, что все стоянки, где был обнаружен R. orarius, являются низинными и что ископаемые остатки R. jubatus на этих стоянках не были обнаружены, ученые, описавшие данный ископаемый вид, предположили, что он и кагу представляют низинные и высокогорные формы соответственно. R. orarius — один из многих видов, которые вымерли в Новой Каледонии после прибытия людей.  Некоторые авторы ставят под сомнение достоверность вида, но другие принимают его.
Полногеномный анализ существующих отрядов птиц, проведённый Джарвисом в 2014 году, показывает отдаленное родство этой группы с фаэтонами, при этом эти две группы вместе образуют сестринскую группу с «основными водоплавающими птицами», или Ardeae. Этот анализ отвергает гипотезу Metaves. 
Ископаемые Messelornithidae, когда-то включавшиеся в состав Eurypygiformes, сейчас рассматриваются как старейшие из известных представителей пастушковых Ralloidea (Gruiformes).